# デヴニャ
座標: 北緯43度13分 東経27度34分 / 北緯43.217度 東経27.567度

デヴニャ
Девняデヴニャ ブルガリア内のデヴニャの位置

デヴニャ（ブルガリア語: Дѐвня、Devnya）はブルガリア北東部の町、およびそれを中心とした基礎自治体。ヴァルナ州に属する。

## 町村
デヴニャ基礎自治体（Община Девня）には、その中心であるデヴニャをはじめ、以下の町村（集落）が存在している。
- Девня
- Кипра
- Падина

## 概要
ヴァルナから西に25キロメートルのところに位置している。ベロスラフ湖の西岸、デヴニャ渓谷の西端に位置し、ドブルジャ台地の南の傾斜の上にあり、黒海に程近い。デヴニャ川とプロヴァディヤ川の2つの川が近くで湖へと流れ込んでいる。付近の地形はほとんどがカルスト地形であり、30のカルスト泉から毎秒3500リットルの水がデヴニャ、ヴァルナおよび周辺の工業地域に供給されている。その中で最大級のものがプールを形成し、訪問者に開放されている。2つの川の河口に沿って広大な湿地が広がり、かつては魚やカニが豊富に生息していたが、現在は工業排水により汚染されてしまった。
この地方のみどころとしては、古代ローマ時代の遺跡マルキアノポリス（Marcianopolis）があり、アンフィテアトルムや、ローマ時代のモザイク画「in situ」などを有するモザイク博物館、奇岩ポビティ・カムニ（Побити камъни / Pobiti Kamani）などがある。

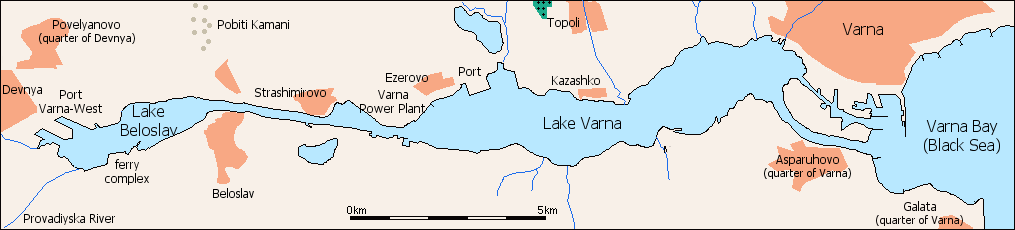
デヴニャとベロスラフ湖、ヴァルナ湖の位置関係

## 歴史

### 古代
デヴニャには古代ローマおよび初期東ローマ時代の都市マルキアノポリス（Marcianopolis）があった。この町はローマ皇帝トラヤヌスによって、106年に終結したダキア戦争の後に築かれた町である。町の名はトラヤヌスの姉ウルピア・マルキアナ（Ulpia Marciana）から命名された。重要な戦略拠点として町は187年から193年までローマ帝国のトラキア属州に属し、その後は下モエシア属州の一部となった。マルキアノポリスはその後セウェルス朝時代にかけて栄華を極め、その繁栄は250年から251年にかけてのゴート族をはじめとする蛮族の北からの侵入によって終わりを迎えた。
ローマ皇帝ディオクレティアヌスの統治下でマルキアノポリスはトラキア管区の第二モエシア属州の中心都市となり、3世紀末から4世紀初頭にかけて完全に復興された。4世紀、町は近隣のオデッソス（ヴァルナ）に替わってその重要性を増していった。町は地域支配の拠点となり、この時代に築かれたバシリカが20世紀に発掘されている。
恒常的に発生する蛮族の侵入にもかかわらず、アヴァール人が侵入して最終的に都市を破壊する614年から615年ごろまで、マルキアノポリスはその重要性を保っていた。その後も地図には長くマルキアノポリスは記載され続けている。

### 中世、オスマン帝国統治時代、およびブルガリア解放以降
スラヴ人がバルカン半島に居住を始めた7世紀以降、彼らはこの古代都市の遺構をデヴィニャ（Devina）と呼んだ。これはインド・ヨーロッパ祖語の「*dhew-(i)na」あるいは「*dhew-eina」（泉、源、水流などの意味）に由来するトラキア語による命名であるが、スラヴ語の「deva」（処女）に関係している可能性もある。中世の間、小さなブルガール人の要塞がこの場所に置かれており、おそらくオムルタグ統治下の9世紀に建造され、10世紀から11世紀にかけて北へ拡張されたものと考えられる。9世紀の広大なブルガール人の共同墓地が発掘されている。ブルガリア皇帝イヴァイロと、その帝位を争ったライバルのイヴァン・アセン3世によって送られた東ローマ軍との間で、1279年7月17日にデヴニャの戦い（en）が行われた。
オスマン帝国のバルカン半島への侵入後、要塞は破壊され放棄され、集落は西へ移動した。村はデヴネ（Devne）の名で税務署として1573年から記載されており、16世紀から17世紀にかけてブルガリア人および外国人によってその他の呼称で、場合によっては川の名称として言及されていることもある。
オスマン帝国からのブルガリア解放以降、町は1934年までデヴネ（Devne）と呼ばれ、その後デヴニャへと改称された。デヴニャ川の下流はオスマン帝国時代より伝統工業の中心であり、水車が多く稼動していた。1969年8月27日、デヴニャは周囲のレカ・デヴニャ（Reka Devnya）およびポヴェリャノヴォ（Povelyanovo）を合併した。

## 経済
デヴニャはヴァルナ・デヴニャ工業団地の一部であり、多くの重要な重工業の工場がデヴニャおよびその周辺に集まり、ブルガリアの国家規模で重要な化学工業拠点を形成している。その中には次のようなものがある:
- Solvay Sodi AD - 炭酸水素ナトリウム、炭酸ナトリウムなど。ヨーロッパ最大のた炭酸工場である（2007年）; Solvayグループの一員
- Agropolychim AD - 窒素、リン酸、合成肥料類。輸出先はヨーロッパ（49%）、アメリカ諸国（11%）、アジア9%。ブルガリアの消費量の半数以上をまかなっている。Acid & Fertilizers LLC の一員。（米国のHarland Investments Ltd.が99%、ベルギーのCumerioが1%出資の合弁
- Polimeri AD -  液体塩素、ジクロロエタン、水酸化ナトリウム（苛性ソーダ）、塩酸、chlorine lime、カーバイド、ポリ塩化ビニル乳剤; AKB Fores 資本
- Devnya Cement - セメント; Italcementi の一部
- Devnya Sugar Plant (Litex Sugar) — 精錬砂糖; Litex Commerce JSC の一部
- Deven AD - 火力発電所（Solvay Sodi所有）
- Provadsol AD - 塩水（プロヴァディヤ付近; Solvay Sodi所有）
- Devnya Limestone AD（Solvay Sodi所有）

デヴニャはまた重要な交通拠点でもあり、西ヴァルナ港、および2つの鉄道駅を有している。デヴニャ工業地帯は容量にしてブルガリアの輸出総量の14%を占めている（2004年）。民営化されたSolvay Sodi AD社（旧称:Sodi Devnya EAD）は金額にしてブルガリアで1989年の自由化以降2番目に巨大な民営化案件であった。